# Montigny-aux-Amognes
Pour les articles homonymes, voir Montigny.
Montigny-aux-Amognes est une commune française située dans le département de la Nièvre, en région Bourgogne-Franche-Comté.

## Géographie

### Villages, hameaux, lieux-dits, écarts
On trouve plusieurs hameaux : (Baugy , le Clou...) ainsi que des lavoirs.

### Climat
Pour des articles plus généraux, voir Climat de la Bourgogne-Franche-Comté et Climat de la Nièvre.
En 2010, le climat de la commune est de type climat océanique dégradé des plaines du Centre et du Nord, selon une étude du Centre national de la recherche scientifique s'appuyant sur une série de données couvrant la période 1971-2000. En 2020, Météo-France publie une typologie des climats de la France métropolitaine dans laquelle la commune est exposée à un climat océanique altéré et est dans la région climatique  Centre et contreforts nord du Massif Central, caractérisée par un air sec en été et un bon ensoleillement. 
Pour la période 1971-2000, la température annuelle moyenne est de 11,1 °C, avec une amplitude thermique annuelle de 15,9 °C. Le cumul annuel moyen de précipitations est de 936 mm, avec 12,2 jours de précipitations en janvier et 7,9 jours en juillet. Pour la période 1991-2020, la température moyenne annuelle observée sur la station météorologique de Météo-France la plus proche, « Ourouer », sur la commune de Vaux d'Amognes à 4 km à vol d'oiseau, est de 11,3 °C et le cumul annuel moyen de précipitations est de 889,3 mm. 
La température maximale relevée sur cette station est de 41,5 °C, atteinte le 7 août 2003 ; la température minimale est de −13,5 °C, atteinte le 1er mars 2005,,. 
Les paramètres climatiques de la commune ont été estimés pour le milieu du siècle (2041-2070) selon différents scénarios d'émission de gaz à effet de serre à partir des nouvelles projections climatiques de référence DRIAS-2020. Ils sont consultables sur un site dédié publié par Météo-France en novembre 2022.

## Urbanisme

### Typologie
Au 1er janvier 2024, Montigny-aux-Amognes est catégorisée commune rurale à habitat dispersé, selon la nouvelle grille communale de densité à sept niveaux définie par l'Insee en 2022.
Elle est située hors unité urbaine. Par ailleurs la commune fait partie de l'aire d'attraction de Nevers, dont elle est une commune de la couronne,. Cette aire, qui regroupe 93 communes, est catégorisée dans les aires de 50 000 à moins de 200 000 habitants,.

### Occupation des sols
L'occupation des sols de la commune, telle qu'elle ressort de la base de données européenne d’occupation biophysique des sols Corine Land Cover (CLC), est marquée par l'importance des forêts et milieux semi-naturels (60,5 % en 2018), une proportion identique à celle de 1990 (60,5 %). La répartition détaillée en 2018 est la suivante : forêts (59,1 %), terres arables (16,4 %), prairies (13,5 %), zones agricoles hétérogènes (8,5 %), milieux à végétation arbustive et/ou herbacée (1,4 %), zones urbanisées (1,1 %). L'évolution de l’occupation des sols de la commune et de ses infrastructures peut être observée sur les différentes représentations cartographiques du territoire : la carte de Cassini (XVIIIe siècle), la carte d'état-major (1820-1866) et les cartes ou photos aériennes de l'IGN pour la période actuelle (1950 à aujourd'hui).

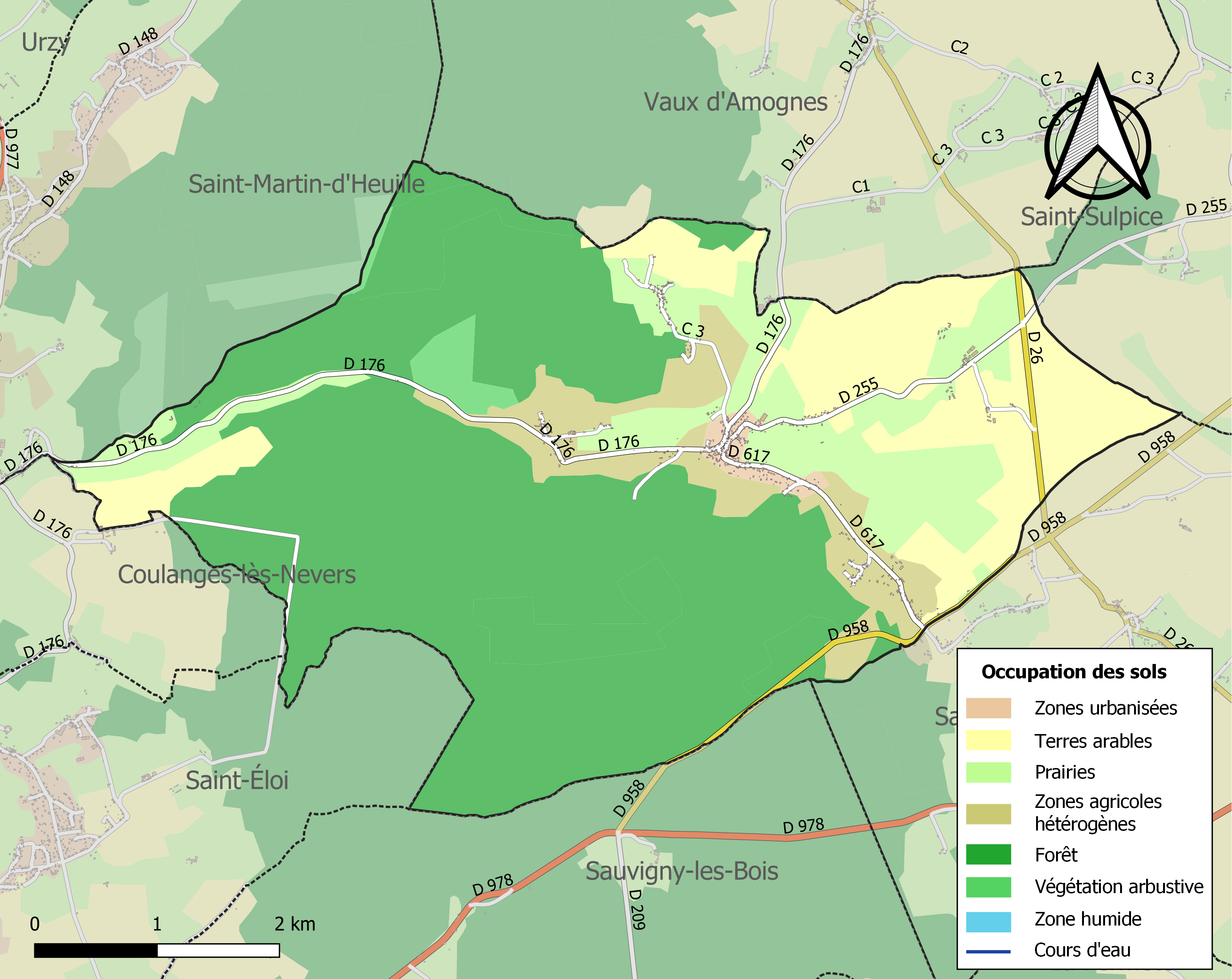
Carte des infrastructures et de l'occupation des sols de la commune en 2018 (CLC).

## Toponymie
Montigny, Albert Dauzat et à sa suite Ernest Nègre assignent une même origine à tous les Montigny, qui viendraient d'une même forme dont l'étymon est généralement donné sous la forme latinisée *Montaniacum, c'est un type toponymique répandu dont la signification exacte ne fait pas l'unanimité.

## Politique et administration
| Période                                  | Période   | Identité          | Étiquette | Qualité                                          |
| ---------------------------------------- | --------- | ----------------- | --------- | ------------------------------------------------ |
| mars 1971                                | mars 1983 | Jeanne Garnier    |           | Retraitée                                        |
| mars 1983                                | mars 2008 | Philippe Graillot | PS        | Conseiller général                               |
| mars 2008                                | En cours  | Christian Perceau |           | Ingénieur président de la communauté de communes |
| Les données manquantes sont à compléter. |           |                   |           |                                                  |

## Démographie
L'évolution du nombre d'habitants est connue à travers les recensements de la population effectués dans la commune depuis 1793. Pour les communes de moins de 10 000 habitants, une enquête de recensement portant sur toute la population est réalisée tous les cinq ans, les populations de référence des années intermédiaires étant quant à elles estimées par interpolation ou extrapolation. Pour la commune, le premier recensement exhaustif entrant dans le cadre du nouveau dispositif a été réalisé en 2008.

En 2022, la commune comptait 632 habitants, en évolution de +4,81 % par rapport à 2016 (Nièvre : −3,28 %, France hors Mayotte : +2,11 %).
| 1793 | 1800 | 1806 | 1821 | 1831 | 1836 | 1841 | 1846 | 1851 |
| ---- | ---- | ---- | ---- | ---- | ---- | ---- | ---- | ---- |
| 460  | 448  | 433  | 474  | 523  | 563  | 514  | 531  | 599  |

| 1856 | 1861 | 1866 | 1872 | 1876 | 1881 | 1886 | 1891 | 1896 |
| ---- | ---- | ---- | ---- | ---- | ---- | ---- | ---- | ---- |
| 613  | 618  | 653  | 613  | 636  | 617  | 627  | 615  | 615  |

| 1901 | 1906 | 1911 | 1921 | 1926 | 1931 | 1936 | 1946 | 1954 |
| ---- | ---- | ---- | ---- | ---- | ---- | ---- | ---- | ---- |
| 588  | 558  | 504  | 441  | 418  | 380  | 360  | 319  | 342  |

| 1962 | 1968 | 1975 | 1982 | 1990 | 1999 | 2006 | 2008 | 2013 |
| ---- | ---- | ---- | ---- | ---- | ---- | ---- | ---- | ---- |
| 370  | 363  | 338  | 448  | 498  | 515  | 545  | 554  | 578  |

| 2018 | 2022 | - | - | - | - | - | - | - |
| ---- | ---- | - | - | - | - | - | - | - |
| 633  | 632  | - | - | - | - | - | - | - |

## Lieux et monuments
Religieux
- Église Saint-Louis,  du XIIe siècle, classée Monument historique depuis 1921[17]. En cours de réhabilitation sous l'égide de l'Association des Amis de l'Église de Montigny (création 2004), qui a pour objet de contribuer à la sauvegarde, à la restauration et à la mise en valeur de cette église. Elle possède un portail en saillie caractéristique de l'art roman en nivernais.

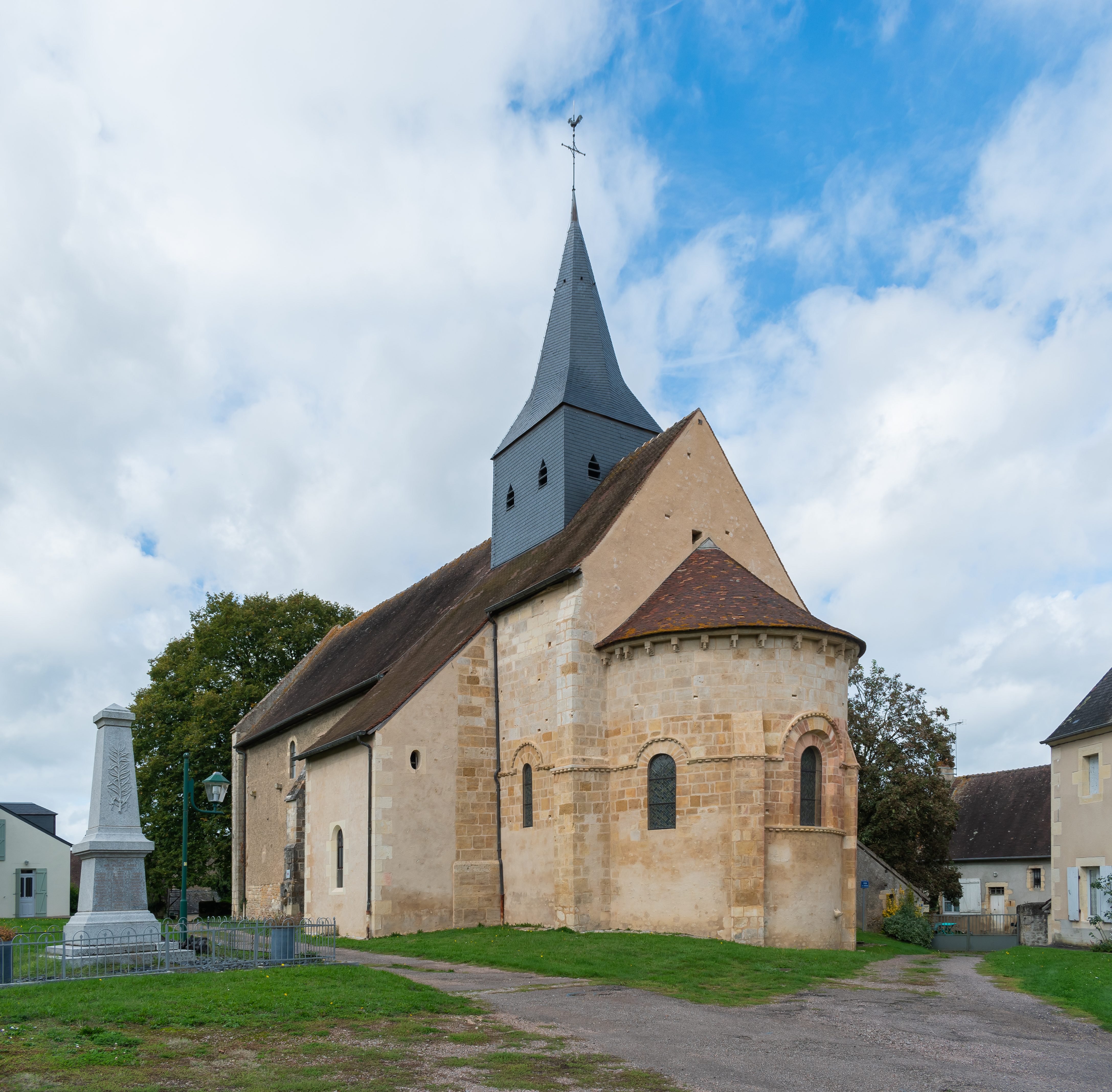
Vue depuis le sud-est.
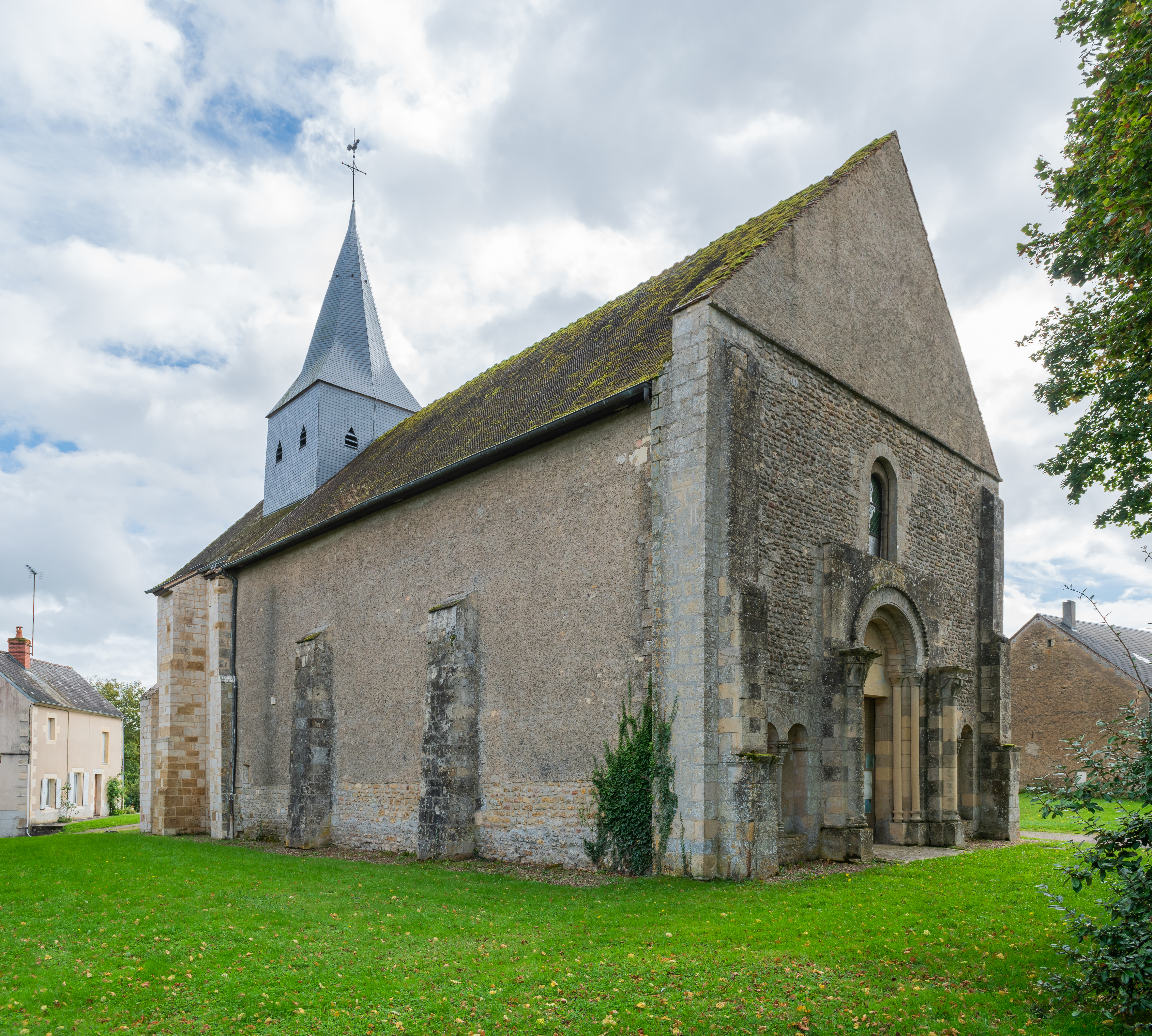
Vue depuis le nord-ouest.
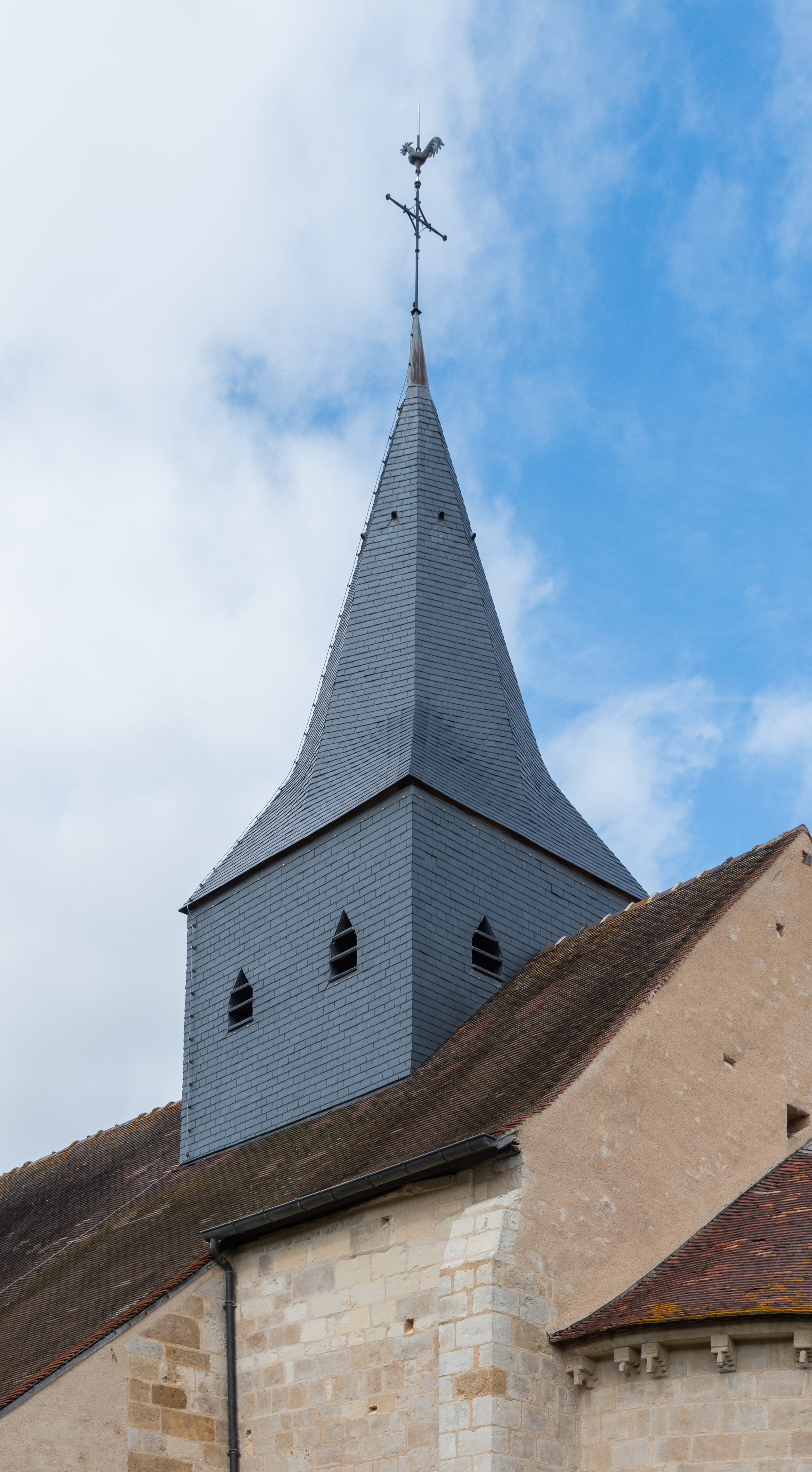
Clocher.
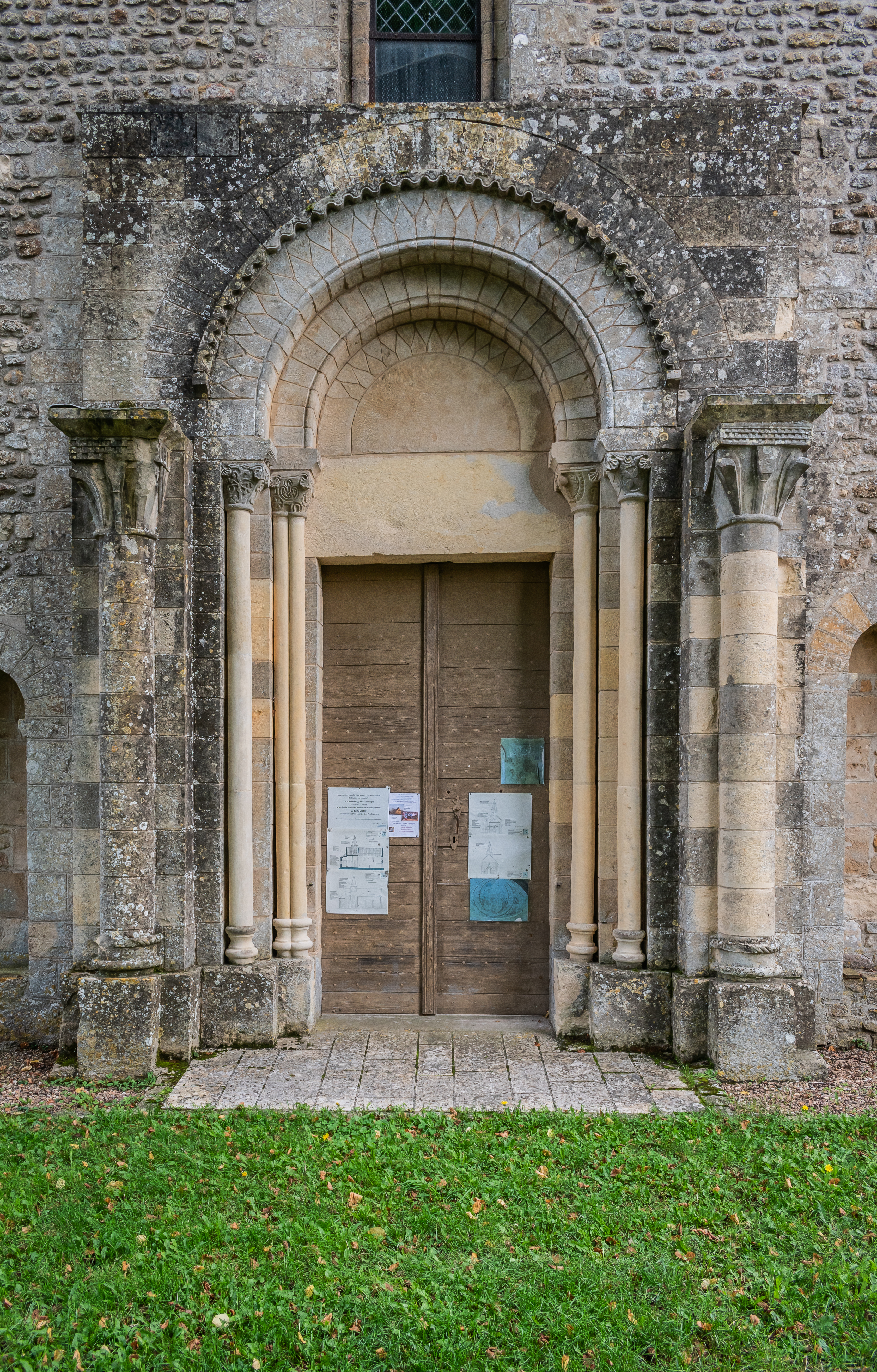
Portail principal.
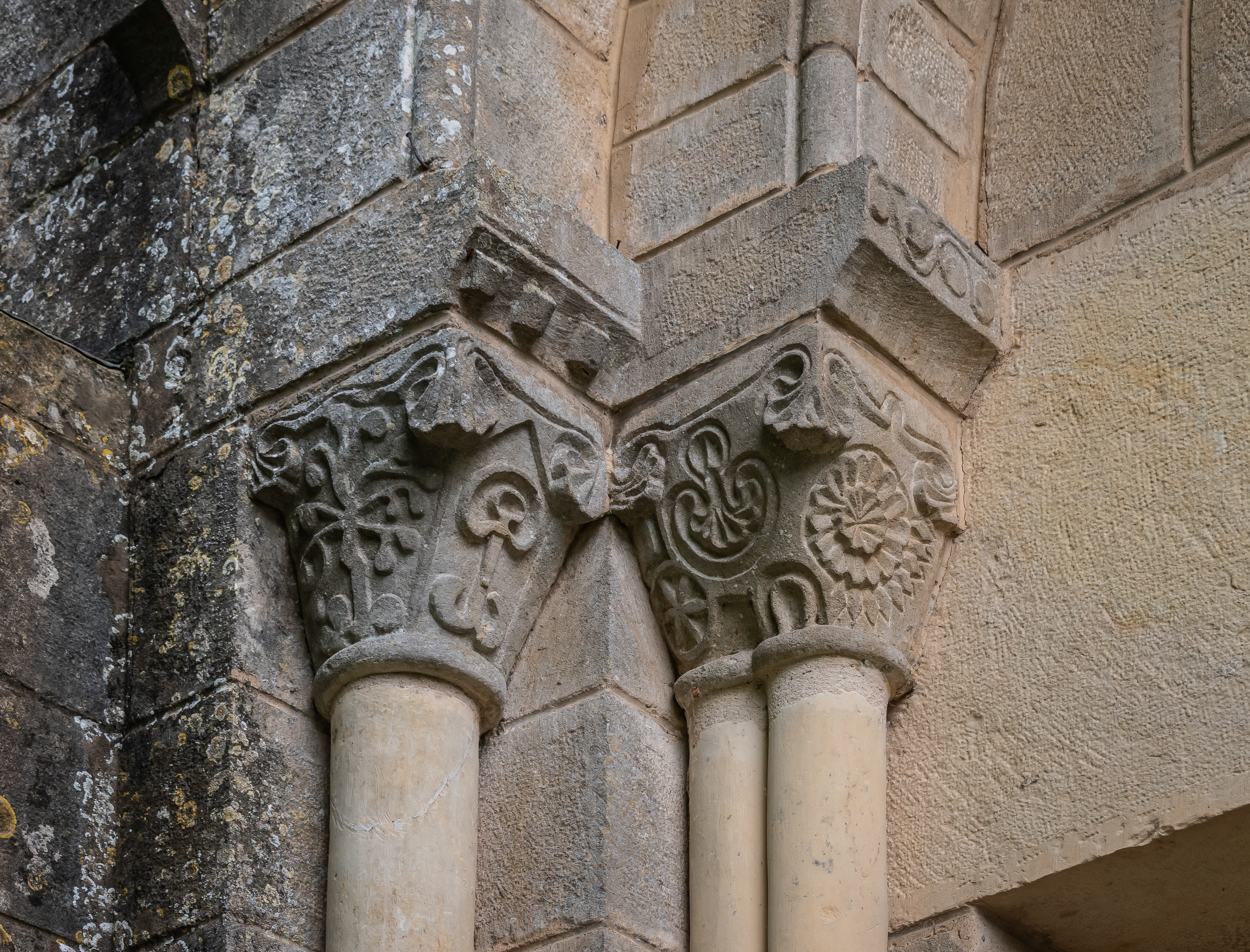
Chapiteaux du portail.
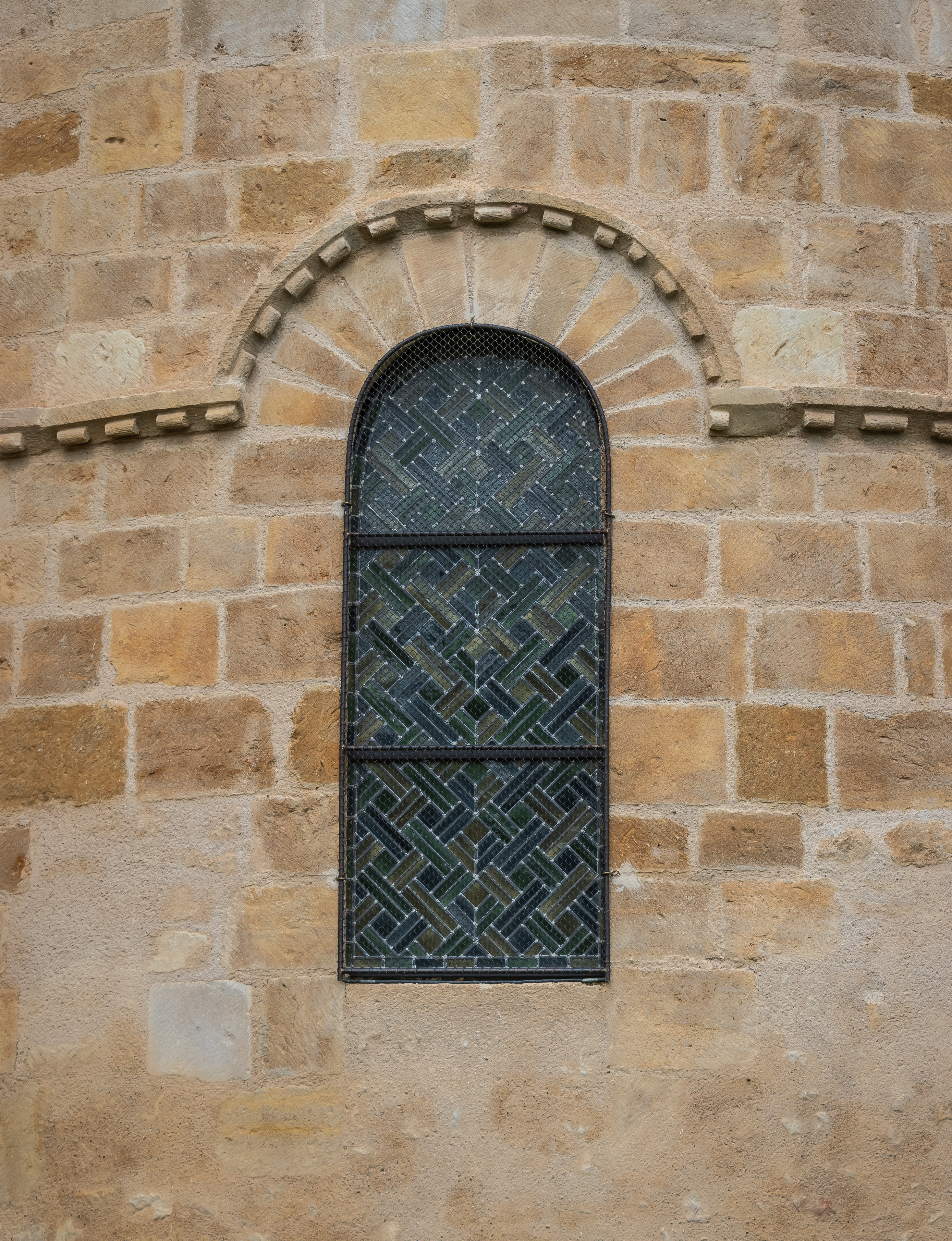
Fenêtre.

Civils